# Joe Profaci
Giuseppe « Joe » Profaci, né le 2 octobre 1897 à Villabate dans la province de Palerme, Sicile et mort le 7 juin 1962 à New York, est un criminel américain d'origine italienne qui deviendra le parrain de la famille Profaci pendant 34 ans, ce qui est à ce jour l'un des plus longs règnes pour un seul parrain. La famille Profaci s'est établie en 1928 et elle est la dernière des Cinq familles de New York à avoir été créée.

## Biographie

### Jeunesse
En 1920, Profaci passe un an en prison faisant suite à une condamnation pour cambriolages et faux témoignage d'un document public à Palerme. Dès qu'il est relâché de prison en 1921, il émigre vers les États-Unis et débarque à New York le 21 septembre de la même année. Profaci s'installe à Chicago, où il ouvre une épicerie et une boulangerie. Cependant, ces commerces ne fonctionnent pas et en 1925, Profaci déménage à New York où il ouvre une entreprise d'importation d'huile d'olive. Le 27 septembre 1927, Profaci devient citoyen américain. À cette période, après avoir déménagé à Brooklyn, Profaci s'implique avec les gangs siciliens locaux.

### La famille Profaci
Le 5 décembre 1928, Profaci est attendu à une réunion de la mafia à Cleveland, dans l'Ohio, qui l'intronise parrain de la mafia à Brooklyn. En octobre 1928, le parrain de Brooklyn, Salvatore D'Aquila, est assassiné durant la guerre des Castellammarese, une guerre entre gangs pour le contrôle de New York. La réunion de Cleveland est d'importance car des mafieux de Tampa en Floride, Chicago et de Brooklyn donnent leurs appuis à Profaci pour remplacer Aquila pour maintenir la paix entre les différents gangs de New York. Maggliocco est nommé sous-boss pour pouvoir seconder Profaci.
Étant donné le manque d'expérience de Profaci dans le crime organisé, les historiens du crime organisé se sont étonnés de la raison pour laquelle les gangs de New York lui ont donné le pouvoir. Certains spéculèrent que Profaci fut intronisé du fait du statut de sa famille en Sicile, où elle aurait appartenu à la mafia de Villabate. Profaci aurait aussi bénéficié de ses contacts à travers son entreprise d'import d'huile d'olive. La police de Cleveland effectue quoi lors de la réunion et expulsent les mafieux de Cleveland. Mais la position de Profaci est déjà officialisée.
En 1930, Profaci contrôle les activités des tripots clandestins, de la prostitution, du racket des syndicats de travailleurs, extorsion et du trafic de stupéfiants à Brooklyn. En 1929, la guerre des Castellammarese déstructure le crime organisé de New York. Certains témoins affirment que Profaci aurait adopté une position de neutralité, tandis que d'autres disent que Profaci se serait allié avec le parrain provenant des Castellammarese, Salvatore Maranzano. Quand la guerre prend fin en 1931, le mafieux le plus important de l'époque, Charles « Lucky » Luciano, réorganise les gangs de New York en cinq familles du crime organisé pour la ville. À ce moment, Profaci est encore conforté dans sa place de parrain, dans ce qui va devenir officiellement la famille Profaci, avec Magliocco comme sous-boss et Salvatore Profaci comme consigliere.
Quand Luciano crée le syndicat national du crime, aussi connu sous le nom de commission, il donne un poste à Profaci pour pouvoir siéger dans cette même commission et prendre part aux décisions. Le plus proche allié de Profaci à la commission est Joe Bonanno, avec qui ils coopéreront durant plus de 30 ans. Profaci est aussi allié avec Stephano Magaddino, le parrain de la famille de Buffalo.
Il n'est pas vraiment aimé par ses hommes, notamment parce qu'il empoche une grande partie des profits de ses soldats. Ceux qui refusent de payer sont assassinés et, d'ailleurs, dès qu'un soldat n'est pas d'accord avec lui sur quoi que ce soit, il meurt peu après.

### Affaires et croyance religieuse
Il est l'un des parrains les plus riches de la Cosa Nostra. La plus grande partie de la richesse de Profaci provient des activités illégales traditionnelles de la mafia comme le racket pour la protection, l'usure, l'extorsion de fond ou encore les jeux clandestins. Cependant pour se protéger des accusations fédérales de fraudes fiscales, Profaci continue de maintenir son activité d'huile d'olive, connue comme Mama Mia Importing Company, lui valant le surnom de « roi de l'huile d'olive » (Olive Oil King). Après la fin de la Seconde Guerre mondiale, la demande d'huile d'olive prend des proportions vertigineuses, son entreprise fait des profits record. Profaci possède 20 autres entreprises qui emploient des centaines de travailleurs.
« Joe » Profaci vit luxueusement. Il possède une grande maison à Bensonhurst dans Brooklyn et une maison à Miami Beach en Floride. Il possède aussi une demeure s’élevant sur une colline couvrant 1,33 km2 dans le New Jersey avec son propre parcours de golf, son propre aéroport privé et une chapelle avec un autel qui est une réplique de la basilique Saint-Pierre de Rome,
Pieux et fervent catholique, Profaci fait d'immenses donations à des œuvres de charité catholiques. Membre des Chevaliers de Colomb, Profaci invite des prêtres dans sa demeure dans le New-Jersey pour célébrer des messes. Il fait également construire un autel en marbre de Carrare pour l'église Sainte-Bernadette de Brooklyn. 
En mai 1952, une nuit, un voleur entre dans l'église Sainte-Bernadette et vole les bijoux d'une statue de la Vierge Marie, se trouvant au centre de l'église. Profaci considère cela comme une insulte faite à Dieu et, également, à lui-même. Il donne l'ordre à ses hommes de capturer au plus vite le malfaiteur vivant, afin qu'il rende les bijoux qu'il a volés. Le voleur, qui apprend que Profaci le recherche, décide de revenir à l'église et de rendre une partie des bijoux volés. La couronne est remise sur la tête de la Madone, mais pas le médaillon central. Le voleur est retrouvé et assassiné quelques jours plus tard. Mais les rapports d'enquête comme quoi le voleur aurait été étranglé avec un chapelet sont fausses.
En 1949, le Vatican reçoit une pétition d'un groupe de catholique de New York pour introniser Profaci comme chevalier. Ce rêve est sur le point de se réaliser lorsqu'un juge du district de Brooklyn, Miles McDonald, adresse une lettre au Vatican déclarant que Joseph Profaci est un gangster, un assassin, un escroc et un parrain de la Mafia. À la suite de cela, le Vatican rejette la demande.

### Problèmes judiciaires
En 1953, les services fiscaux américains font un procès à Profaci pour plus 1,5 million $ de revenus non déclarés. Les impôts resteront impayés même après sa mort, 9 ans plus tard.
En 1954, le département de la Justice tente de révoquer la citoyenneté américaine de Profaci. Le gouvernement affirme que Profaci, lorsqu'il est entré aux États-Unis, a menti sur son casier judiciaire en Italie, en affirmant qu'il n'avait jamais été arrêté. En 1960, une cour d'appel aux États-Unis révoque l'ordre de déportation de Profaci, mettant fin à l'action légale. 
En 1956, les forces de l'ordre enregistrent une conversation téléphonique entre Profaci et Antonio Cottone, un mafieux sicilien, au sujet de l'exportation d'oranges de Sicile vers les États-Unis. En 1959, des agents américains des douanes interceptent une de ses caisses d'oranges à New York. La caisse contenait 90 oranges de cire contenant un total de 50 kg d'héroïne pure. Les trafiquants avaient rempli les oranges vides d'héroïne de manière qu'elles aient le même poids que de vraies oranges, puis ils les rangeaient dans les caisses. Profaci n'a jamais été poursuivi pour ce crime.
En 1957, Profaci est invité à la conférence d'Apalachin, une réunion mafieuse nationale, à la ferme du mafieux Joseph Barbara à Apalachin dans l'État de New York. Durant le déroulement de la conférence, les forces de l'ordre de l'État de New York encerclèrent la ferme et lancèrent l'assaut. Profaci est l'un des 61 mafieux arrêtés ce jour-là. Le 13 janvier 1960, Profaci et 21 autres mafieux sont accusés de conspiration et condamnés à 5 ans de prison. Cependant, le 28 novembre 1960, une cour d'appel annule les verdicts.

### Première guerre Colombo: lutte avec les frères Gallo
En totale contradiction avec la générosité de Profaci envers les membres de sa famille et l'église, beaucoup de ses soldats le détestent et le considèrent comme un avare. Une des raisons de cette rancœur est que chaque membre de la famille Profaci doit verser un tribut mensuel de 25 $, une vieille tradition des gangs siciliens. L'argent, qui fait un total approximatif de 50 000 $ par mois, doit servir à soutenir les familles des mafieux emprisonnés, des veuves ou pour pouvoir payer les avocats. Cependant, la majorité de l'argent va dans les poches de Profaci. De plus, Profaci ne tolère pas que l'on remette en cause ses décisions et sa politique. Les personnes qui expriment leurs mécontentements sont assassinées.
À la fin des années 1950, Profaci reçoit la première réelle remise en question de son autorité du caporegime Joe Gallo et de ses frères Larry et Albert, peut-être soutenu par le parrain de la famille Gambino, Carlo Gambino, le principal rival de Profaci à la commission. En 1959, un bookmaker de Profaci, Frank Abbatemarco arrête de payer son tribut à Profaci et il lui doit 50 000 $. Profaci promet à Joseph Gallo, qui travaille avec Abbatemarco, son lucratif racket si Gallo le tue. Après le meurtre, Profaci récupère l'affaire de bookmaking sans rien laisser à Gallo et à son équipe.
Furieux de s'être fait posséder par Profaci, les frères Gallo répliquent. En février 1961, les Gallo et leur allié Carmine « The Snake » Persico kidnappe Magliocco, Frank Persico et le caporegime Joseph Colombo. Profaci échappe au kidnapping et est forcé de s'enfuir hors de son manoir de New York en pyjama. Il prend l'avion pour la Floride et se réfugie dans un hôpital. Les semaines suivantes, les deux partis négocient la libération des otages. Profaci apprend que Persico et Joe « Jelly » Gioelli font partie de la conspiration.
À la fin des négociations et des concessions financières faites par Profaci aux Gallo, les Gallo relâchent les quatre otages. Mais Profaci prépare sa vengeance. En mai 1961, il ordonne l'assassinat de Gioelli. Un samedi, Gioelli part à la pêche, une de ses passions. Il ne revint jamais de son excursion. La seule preuve, trouvée à des centaines de kilomètres de l'endroit où il a disparu, fut son manteau, dans lequel était enveloppé un poisson. Le vêtement fut retrouvé dans le coffre arrière de sa voiture, stationnée à proximité du bar des frères Gallo, à Brooklyn.
Puis, Profaci passe un accord secret avec Persico pour trahir les frères Gallo. En août 1961, Persico piège Larry Gallo. Ils se réunissent le soir dans un bar, le Sahara Lounge. Profaci participe au piège tendu par l'intermédiaire de son garde du corps, John Scimone. Ce dernier doit négocier pour son patron et offre une véritable fortune pour assoir l'entente entre les frères Gallo et Profaci. Mais Larry refuse. Après le refus de Larry, Scimone se lève pour aller aux toilettes. Lorsque le garde du corps disparaît par une porte du fond, Larry Gallo sent un câble d'acier lui serrer le cou. Dans son dos, une voix connue lui déclare : « Tu vas mourir. » L'assassin est Carmine Persico, qui a décidé de changer de bande. Ironie de l'histoire, c'est Larry Gallo qui lui avait appris cette méthode d'assassinat, connue sous le nom de « cravate sicilienne ».
« Maintenant, appelle tes frères », dit Persico tout en continuant à serrer le câble autour du cou de Larry, qui entretemps a uriné et déféqué dans son pantalon. Persico traîne Larry Gallo derrière le comptoir pour lui donner le coup de grâce lorsqu'un agent de police qui fait sa ronde décide d'entrer dans le bar pour parler avec le barman. Voyant l'uniforme bleu et la plaque dorée briller à l'entrée, Persico et Scimone interrompent l'assassinat et s'enfuient par la porte de derrière, poursuivis par l'agent. Avant d'atteindre la porte, Persico se retourne et tire dans le visage du policier, qui s'écroule. Le sergent qui attendait dans la voiture de patrouille se précipite à l'intérieur du bar et découvre Gallo derrière le comptoir.
« Qui êtes-vous ? Qui sont ces gens ? » lui demande l'agent. « Je ne vous le dirai jamais », répond Larry Gallo, agonisant. Exactement une heure après cet événement, un ami de Joe Gallo est assassiné dans les environs de l'aéroport d'Idlewild, dans le Queens. 
La guerre continue. Joe Gallo décide alors de rassembler toutes ses forces, trente hommes au total, dans les entrepôts 49 et 51 du quai de Brooklyn. Matelas, cuisinière de camping, boîtes de viande et de tomates, sacs de farines et paquets de pâtes sont entassés dans un coin pour tenir le coup pendant la guerre contre les soldats de Profaci.

### Négociation mafieuse pour un traité de paix
En 1962, la santé de Profaci décline. Au début de cette année, Carlo Gambino et le parrain de la famille Lucchese, Tommy Lucchese tentent de convaincre Profaci de mettre fin à cette guerre. Cependant, Profaci suspecte les deux parrains de supporter secrètement les frères Gallo et de vouloir prendre le contrôle de sa famille. Non seulement Profaci refuse, mais il veut intensifier la guerre. Gambino et Lucchese ne poursuivent pas leurs médiations.
Quelques mois plus tard, Joseph Profaci est atteint d'un cancer du foie et sa santé se détériore très rapidement. L'un des parrains les plus détestés mais les plus riches de la Cosa Nostra américaine meurt à l'âge de 64 ans.

## Postérité
Joseph Magliocco, sous-chef et beau-frère de Joe Profaci, va assumer le pouvoir de la famille Profaci pendant un temps assez bref. Les frères Gallo ne l'accepteront jamais comme boss, et encore moins les anciens soldats de Profaci, à présent dirigés par Carmine Persico. Les batailles continuent dans les rues de Brooklyn, faisant des victimes tant du côté de Magliocco que du côté des Gallo. Face à ces perspectives, la Commission de la Cosa Nostra décide de ne pas appuyer la nomination de Magliocco en tant que chef de la famille Profaci.
Finalement, Magliocco demande son aide à Joe Bonanno, chef de la puissante famille Bonanno, afin qu'il essaye de convaincre la Commission de faire de lui un chef de la Cosa Nostra. En échange, Bonanno exige une partie des intérêts qu'ont les Profaci sur les quais de Brooklyn (racket, extorsions de fonds, pillage de marchandises, etc.). Magliocco accepte le marché.

### La guerre de Joe Bonanno
Ce que la Commission ne sait pas, c'est que l'ambitieux Joe Bonanno prépare un grand complot au niveau national, en vue de prendre le pouvoir suprême de la Cosa Nostra. Son rêve est d'être élu « capo di tutti capi », même si pour cela il doit supprimer tous les chefs de la Mafia italo-américaine. Bonanno, une fois capo di tutti capi, pensait offrir à Magliocco une bonne partie des affaires de la famille Lucchese et de la famille Gambino.
La Commission apprend le plan complètement fou de Bonanno par Joseph Colombo, un membre des Profaci. Les principaux chefs de la Cosa Nostra appellent Magliocco et Bonanno afin qu'ils répondent aux questions de la Commission. Seul Magliocco se rend à la réunion. Malade du cœur et pris de panique, il avoue que Joe Bonanno l'a convaincu de l'aider à obtenir le poste de chef de la Commission. Lors de la délibération finale, il est décidé d'imposer à Magliocco une amende de 50 000 $ et l'obligation d'abandonner pour toujours le titre de chef de la famille Profaci.
À la fin du mois de décembre 1963, Joseph Magliocco tombe mystérieusement malade et meurt. Sam DeCavalcante, à l'époque chef de la famille DeCavalcante du New Jersey, est enregistré lors d'une conversation par le FBI à l'aide d'un micro caché dans son bureau. Il déclare que Joe Bonanno, indigné par les aveux de Magliocco devant les membres de la Commission, a personnellement décidé de mettre une pilule de poison dans la bouche de Magliocco, ce qui aurait provoqué une foudroyante crise cardiaque mettant fin à ses jours.
En 1964, Bonanno et son avocat sont enlevés par un tueur de leur propre famille, Mike Zaffarino. Bonanno est retenu pendant 19 jours, après quoi il accepte de se retirer. La Commission accorde le poste de chef des Profaci à Joseph Colombo, en remerciement de les avoir avertis du plan de Bonanno. C'est ainsi que la famille Profaci devint la famille Colombo.